# Countryside (Illinois)
Countryside je grad u američkoj saveznoj državi Ilinois. Prema popisu stanovništva iz 2010. u njemu je živjelo 5.895 stanovnika.